# Islam i Sverige
Islam är den näst största religionen i Sverige efter kristendomen. Andelen svenska invånare som identifierar sig som troende muslimer är 2,5 procent, 5 procent eller 8 procent enligt olika uppskattningar gjorda mellan 2017 och 2020.
Invandringen är den främsta orsaken till att muslimer vuxit i antal och som andel av befolkningen i Sverige.
I Sverige finns sju islamiska riksorganisationer som mottar stöd ifrån Nämnden för statligt stöd till trossamfund (SST): Förenade islamiska föreningar i Sverige (FIFS), Sveriges muslimska förbund (SMF), Islamiska kulturcenterunionen i Sverige (IKUS), Svenska islamiska församlingarna (SIF), Islamiska shiasamfunden i Sverige (ISS) och Bosniakiska islamiska samfundet (BIS). Alla ingår i Islamiska samarbetsrådet. De beräknades organisera 224 459 registrerade besökare och medlemmar år 2021, eller 2,2 procent av Sveriges befolkning.

## Historia
Arkeologiska fynd och skriftliga dokument från andra länder visar att folket i nuvarande Sverige hade kontakt med islam i Mellanöstern redan under vikingatiden.
Under 1500-talet knöt Sverige diplomatiska kontakter med det Osmanska riket. Sedan denna tid känner vi till muslimer som vistades i Sverige och svenskar som konverterade till islam.
Kung Karl XII bodde sex år i Osmanska riket, åren 1709 till 1714, där han och sultanen Ahmed III inledningsvis kom bra överens då de hade en gemensam fiende i Ryssland. Kungen sände flera vetenskapliga expeditioner till det Ottomanska riket för att rapportera om muslimsk kultur, religion, språk, musik, arkitektur, byggnadskonst, kost och läkekonst. Vid hemresan till Sverige eskorterades kungen av en grupp turkiska soldater, som sedan blev kvar i landet och beviljades religionsfrihet. De kan möjligen betraktas som den första permanenta muslimska församlingen i Sverige.

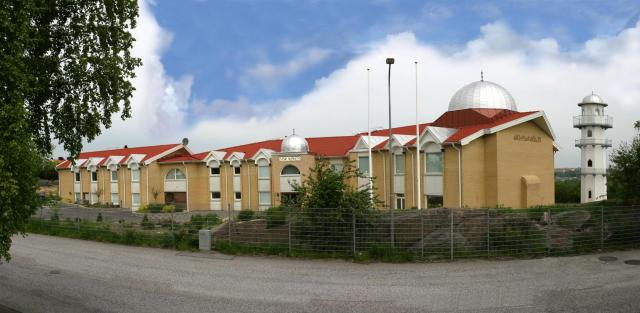
Sveriges första moské Nasirmoskén, Göteborg. Invigd 1976.

År 1897 flyttade den tatariske affärsmannen Ebrahim Umerkajeff (1877–1954) från Ryssland till Stockholm som en av landets första muslimer. Han följdes på 1920-talet av Akif Arhan från Turkiet och senare under 1940-talet av en grupp sunnimuslimska tatarer som ursprungligen kommit från Sovjetunionen och Finland. Samtidigt kom också Osman Soukkan (1903–1975) från Turkiet. Han blev verksam som landets första imam. Sveriges första muslimska kulturförening, ”Turk-Islam Föreningen i Sverige för Religion och Kultur”, grundades i Stockholm år 1949 av Umerkajeff, Arhan, Soukkan och Ali Zakerov (1911–1975) från Estland. Föreningen kom senare att byta namn till Islam Församlingen i Sverige, och gjorde då islam till den första icke-kristna religion som etablerats i Sverige sedan man tillåtit judiska församlingar. På 1950-talet köptes de första begravningsplatserna för muslimer vid Skogskyrkogården i Stockholm. Riksorganisationen Förenade Islamiska Föreningar i Sverige bildades 1973 och blev statsbidragsberättigad 1975. Den första moskén i Sverige, Nasirmoskén, byggdes 1976 i Göteborg och följdes av Malmö moské 1983.[källa behövs]
En tidig svensk muslim var konstnären Ivan Aguéli. Han levde periodvis i Egypten mellan 1892 och 1916 och konverterade 1898 till islam. Han studerade vid Al-Azharuniversitetet och blev 1902 även medlem i sufiorden Shadhiliyya.
Den första publicerade fullständiga översättningen av Koranen till svenska gjordes av Johan Fredrik Sebastian Crusenstolpe och publicerades 1843. År 1917 utkom Karl Vilhelm Zetterstéens översättning till svenska av Koranen, som blev den ledande korantexten i Sverige fram till slutet av 1900-talet.
En grupp shiamuslimer med indiskt ursprung som kom till Sverige 1973 som en följd av Idi Amins politik att utvisa alla asiater från Uganda. De indiska shiamuslimerna slog sig ned i Trollhättan, där de 1976 bildade en församling och 1985 uppförde Trollhättans moské.

### 1980-talet och framåt
Fram till 1980-talet var det de etniskt turkiska muslimerna som var flest till antal i Sverige, troligen även fler än samtliga andra muslimska grupper tillsammans. Detta förändrades när många iranska, irakiska och kurdiska muslimer började komma till Sverige i slutet av 1970-talet och under 1980-talet till följd av såväl Iranska revolutionen som Iran–Irak-kriget och Saddam Husseins politik. Sedan dess har det kommit flyktingvågor från muslimskt dominerade regioner i samband med krig, som Etiopien kring 1991, före detta Jugoslavien kring 1994, Irak 2006, Somalia 2010, Eritrea 2015, Syrien 2016 och Afghanistan 2017 (årtalen anger tidpunkten för beviljat uppehållstillstånd som kan ha varit ett eller ett par år efter ansökan m asyl). Alla flyktingar från dessa länder har dock inte har varit muslimer. Dessutom har Sverige tagit emot arbetskraftsinvandring och studenter från länder som Indien, Pakistan och Bangladesh, där det också finns stora muslimska grupper.
År 1998 utkom Koranens budskap, en tolkning av Koranen av konvertiten Muhammed Knut Bernström. Denna tolkning har godkänts av Al-Azharuniversitetet i Egypten.
I en studie av islamologen Leif Stenberg uppskattades år 2000 de största grupperna invandrade muslimer i Sverige vara från Bosnien (60 000), Iran (65 000), Irak (183 000) och Turkiet (78 000), men dessa siffror torde främst bygga på familjebakgrund snarare än trosuppfattning. Andra större grupper var enligt samma studie muslimer från Libanon (27 000), Somalia (42 000) och Kosovo/Albanien (18 500).
I samband med flyktingkrisen 2015 kom ett stort antal asylsökande till Sverige från muslimskt dominerade länder, framför allt Syrien, Afghanistan och Irak. Antalet medlemmar eller regelbundna besökare i islamska trossamfund ökade enligt samfundens egna uppgifter från 110 000 år 2011 till 154 000 år 2016.

## Uppskattningar av antal aktiva i islamiska trossamfund i Sverige

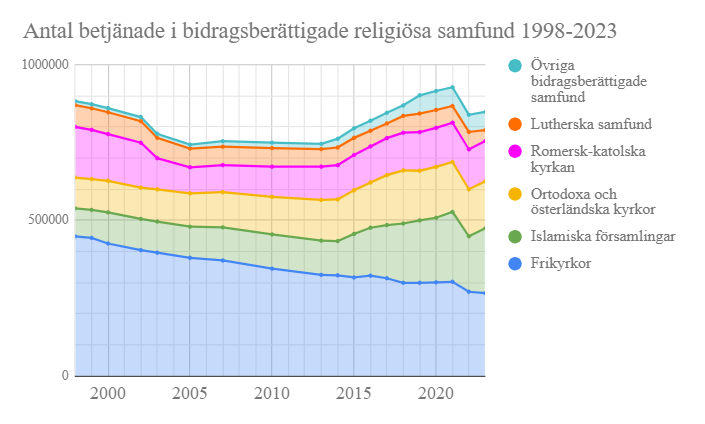
Antal medlemmar och registrerade regelbundna deltagare över tid i bidragsberättigade samfund i Sverige (bl.a. Svenska kyrkan saknas) staplade på varandra. Islamiska församlingar visas i grönt, med approximativa siffror innan år 2015. Islamiska Shiasamfunden i Sverige (ISS) fick inget statsbidrag för 2022 och saknas då statistiken. Datakälla: SST.

Den sista folkräkningen i Sverige där medborgarna ombads uppge trosuppfattning genomfördes 1930. Då uppgav 15 personer att de var muslimer. Sedan dess har fullständig religionsfrihet införts i och med 1951 års religionsfrihetslag. 1953 fanns uppskattningsvis 500 muslimer i Sverige. Statlig registrering av tro är numera olaglig.
Sedan 1960-talet har det skett en omfattande invandring från muslimskt dominerade länder. Antalet med bakgrund och kulturell identitet i muslimska miljöer har uppskattats till omkring en miljon (2016-2017) men av dem identifierar sig inte alla som troende muslimer. En liten andel flyktingar är sekulära muslimer eller har avfallit från islam till andra religioner. Andra generationens invandrare blir i många fall sekulariserade. Eftersom ingen religionsstatistik förs i Sverige sedan 1930-talet, vet staten inte hur många troende muslimer det finns i Sverige. De uppskattningar som finns av antalet som identifierar sig som muslimer varierar mellan 260 000 (egen beräkning baserat på svenska SOM-institutet 2019), 500 000 (forskningsstudie 2020) och 810 000 (amerikanska PEW-institutet 2017. Den senare har både betecknats som trovärdig, och kritiserats för att även inkludera icke-troende med muslimsk bakgrund). Mellan en femtedel och en tredjedel av kulturella muslimer uppskattas vara aktiva religionsutövare.
År 2021 fanns drygt 224 000 medlemmar eller registrerade regelbundna deltagare i islamiska församlingar med statsbidrag. År 2010 var motsvarande siffra cirka 110 000.
| År   | Antal deltagare i Islamiska församlingar med statsbidrag |
| ---- | -------------------------------------------------------- |
| 1976 | 12 000                                                   |
| 1991 | Cirka 50 000                                             |
| 1995 | Cirka 68 000                                             |
| 1996 | Cirka 85 000                                             |
| 1998 | Cirka 90 000                                             |
| 2000 | Cirka 100 000                                            |
| 2007 | 106 327                                                  |
| 2010 | Cirka 110 000                                            |
| 2015 | 139 759                                                  |
| 2016 | 154 140                                                  |
| 2017 | 170 915                                                  |
| 2018 | 190 447                                                  |
| 2019 | 200 445                                                  |
| 2020 | 207 422                                                  |
| 2021 | 224 459                                                  |

## Olika inriktningar bland muslimer i Sverige
Muslimska församlingar i Sverige kan kategoriseras enligt följande:
- Sunnimuslimska församlingar, som är organiserade i flera olika nationella samfund
- Shiamuslimer i ett samfund.
- Ahmadiyyamuslimer.
- Olika sufiordnar.

Därtill finns även internationella politiska, teologiska och ideologiska strömningar som exempelvis Muslimska brödraskapet, turkiska rörelser som Süleymanci och Millî Görüş (egentligen ”Millî Görüş”, på engelska ”National Vision”), samt salafitiska strömningar representerade i Sverige.
Bland personer i Sverige som enligt Pew Research Center tros bekänna sig till Islam (nära det antal som har bakgrund i muslimska regioner) var andelen som är medlemmar i eller regelbundna registrerade besökare i en muslimsk församling 19 procent (154 400 av cirka 810 000) år 2016. Majoriteten av västvärldens muslimer är moderata muslimer, i bemärkelsen att de är motståndare till radikal fundamentalistisk, extremistisk eller våldsbejakande politisk islam. Ett litet antal muslimska debattörer och författare i Sverige argumenterar dessutom för progressiv eller liberal islam, det vill säga emot politisk islam. Flera svenskar med muslimsk bakgrund har övergett tron på islam, men vågar inte berätta om det för sina familjer eller grannar, medan några uttrycker kritik mot islam.

### Islamiska trossamfund i Sverige
Följande sju rikstäckande samfund är medlemmar i Islamiska samarbetsrådet (ISR) och får därmed svenskt statsbidrag genom Myndigheten för stöd till trossamfund (SST). Samfunden hade följande antal medlemmar och övriga registrerade regelbundna deltagare år 2016:
Sunniislam: (122 810)
Sveriges muslimska förbund (35 742)
Förenade Islamiska Föreningar i Sverige (30 747)
Svenska islamiska församlingarna (20 431)
Islamiska kulturcenterunionen i Sverige (17 311)
Bosniakiska islamiska samfundet (11 202)
Islamiska fatwabyrån i Sverige (7 378)
Shiaislam: (31 379)
Islamiska shiasamfunden i Sverige (31 379)
Summa: 154 189
Sammanlagt var uppskattningsvis 115 församlingar år 2002 anslutna till någon av tre rikstäckande organisationer:

### Sunni
Något mer än två tredjedelar av muslimerna i Sverige är sunnimuslimer. I en statistiskt representativ studie av muslimska lokalorganisationer uppgav 80 procent att deras organisation var sunnimuslimsk. Bland sunnimuslimerna finns interna variationer, i form av bland annat olika teologiska, rättsliga, geografiska och politiska riktningar.[källa behövs]
Början på rikstäckande sunniislamiska samfund i Sverige går tillbaka till inrättandet av Förenade islamiska föreningar i Sverige år 1974. Organisationen är det trossamfund som moskéerna inom Islamiska förbundet i Sverige (grundat 1987) är anslutet till. Organisationen har huvudkontor i Stockholms moské och har kommit att få en dominerande ställning bland muslimska organisationer i politisk opinionsbildning. Enligt sina stadgar är den medlem i den till muslimska brödraskapet associerade paraplyorganisationen Federation of Islamic Organisations in Europe, vars riktlinjer den följer.
Under tidigt 1980-tal inträffade två splittringar av de Förenade islamiska föreningarna. Detta ledde till bildandet av Sveriges muslimska förbund 1981–1982, som idag är det största samfundet, och till bildandet av Islamiska kulturcenterunionen i Sverige 1984.[källa behövs]
Svenska islamiska församlingarna bröt sig ur Islamiska kulturcenterunionen 1991. Ordförande för SIF är imamen Abd al Haqq Kielan.
Därutöver finns ytterligare två rikstäckande organisationer: Bosniakiska islamiska samfundet, som grundades 1995 av bosniska flyktingar, och var en del av Sveriges muslimska förbund fram till 2010. Islamiska fatwabyrån i Sverige bildades 2011.
Samtliga ovanstående 6 sunnimuslimska samfund får statsbidrag genom myndigheten Myndigheten för stöd till trossamfund.

### Shia
Shiamuslimer i Sverige kommer ifrån en rad olika länder och kan delas in i fyra grupper som skiljer sig åt inbördes, både språkligt och etniskt. Den största gruppen är arabisktalande med övervägande ursprung i Irak och till viss del Libanon. Merparten av de muslimska irakier som kom till Sverige innan Saddam Husseins pro-sunni regim föll år 2003 var shiamuslimer som flydde regimens förföljelser. Näst största gruppen är persisktalande och består av personer från Iran och afghaner som talar dari (en afghansk variant av persiska). Många iranier har tagit avstånd ifrån sin kulturella bakgrund som shiamuslimer mot bakgrund av erfarenheterna från Irans islamiska styrelseskick. Den tredje gruppen talar urdu och har sitt ursprung i Indien och Pakistan. En del kom från Uganda efter att Idi Amin fördrivit sydasiater från landet. Den fjärde gruppen är svenskar som oftast konverterat för att kunna ingå äktenskap med en shiamuslim.
Samfundet Islamiska Shiasamfunden i Sverige (ISS) bildades 1991, och hade cirka 31 000 medlemmar och deltagare år 2016.

### Ahmadiyya
Ahmadiyya-rörelsen har funnits i Sverige sedan 1956, då Kamal Yousuf kom till Sverige från Pakistan. Aktiv mission bedrivs sedan mitten av 1970-talet och de har fått en del svenska konvertiter. Medlemsantalet ökade under 1970-talet då åtskilliga Ahmadiyya-muslimer flydde förföljelser i Pakistan. Fem församlingar finns i Sverige och de driver två moskéer: Nasirmoskén i Göteborg och Mahmoodmoskén i Malmö. Antalet anhängare varierar från 500 till 1100. Ahmadiyya är den äldsta ännu verksamma muslimska församlingen i Sverige.

## Moskéer i Sverige
I Sverige är endast sju moskéer byggda för att vara muslimska helgedomar. De flesta moskéer har flyttat in i befintliga lokaler. ”Källarmoské” har kommit att bli benämningen på en lokal som används som moské, ofta inofficiellt och trots att den inte är ändamålsenligt anpassad. Lokalen kan till exempel vara en källare i ett miljonprogramsområde, men också en föreningslokal, en lägenhet eller ett kontorsutrymme. Ett litet antal är tidigare kristna kyrkor.
Enligt Sveriges Radios ekoredaktion fanns det år 2005 ungefär 120 källarmoskéer i Sverige. I Malmö fanns det 2006 minst femton källarmoskéer, varav de flesta belägna i stadsdelen Rosengård.
Nasirmoskén i Göteborg, tillhörande ahmadiyya-församlingen Ahmadiyya Muslimska Samfundet, är Sveriges första särskilt uppförda moskébyggnad och stod klar 1976.[källa behövs]

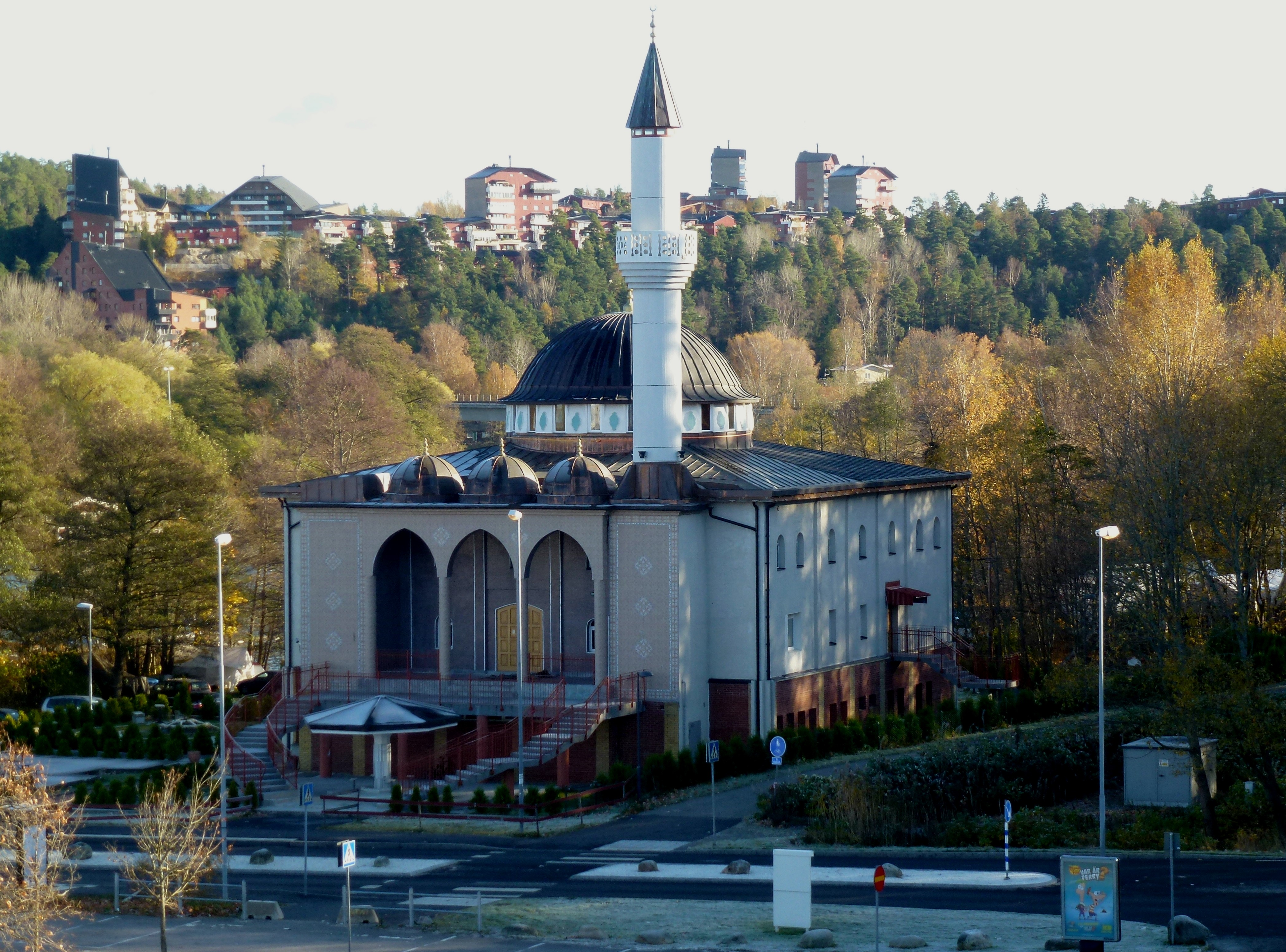
Fittja moské, oktober 2012.

Moskéer har byggts som en del i en islamisk mission, och finansierats av exempelvis Qatar, Saudiarabien och Turkiet. Vid en kartläggning 2017 samarbetade nio svenska moskéer med Diyanet, en turkisk myndighet som administrerar moskéer i och utanför Turkiet och som anklagats för kartläggning av regimkritiker i utlandet och sprida turkisk nationalism. Bland annat Bellevuemoskén i Göteborg, som drivs av det likaledes salafistiska Islamska sunnicentret (ISC), finansieras av Saudiarabien. Mer än var fjärde moské i Sverige är helt eller delvis finansierad av Saudiarabien, vars statsreligion är wahabism.
Tre moskéer i Sverige har fått tillstånd från polisen att ha högtalarutsända böneutrop varje fredag i 3 till 5 minuter: moskén i Fittja i Botkyrka, moskén i Kungsmarken i Karlskrona och moskén i Araby i Växjö. Tillståndet för samtliga moskéer gäller i 12 månader, varefter de måste ansöka om förnyat tillstånd hos polisen.

## Islamiska organisationer i Sverige

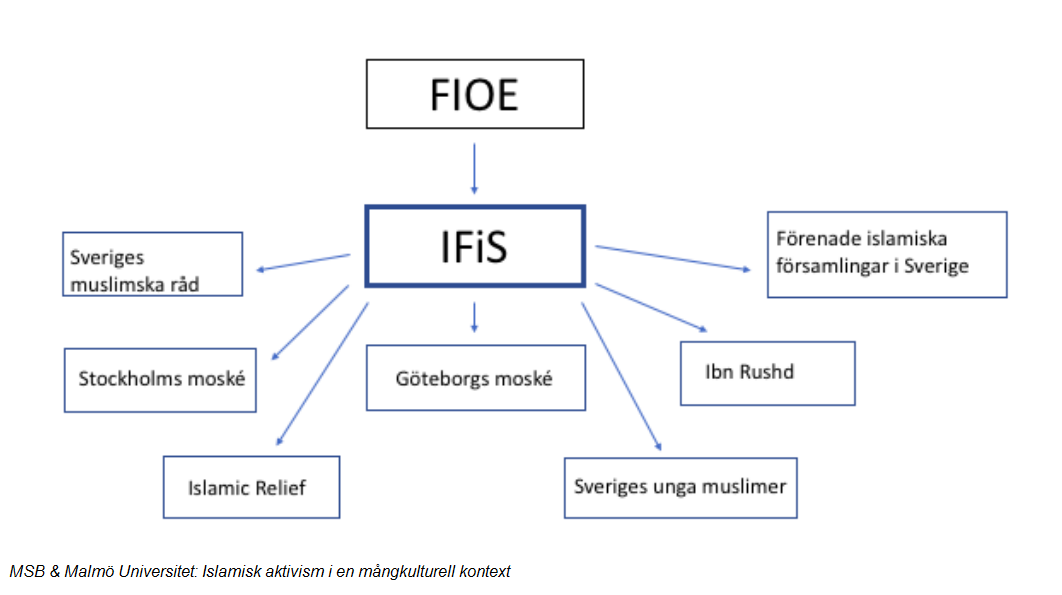
De islamiska organisationerna i FIOE-IFiS nätverket.

- Sveriges muslimska råd (SMR), som startades 1990 och är en paraplyorganisation för rikstäckande muslimska organisationer i Sverige, arbetar för att muslimer i Sverige ska få sin röst hörd i samhället och att deras rättigheter tillgodoses och för att göra det möjligt för muslimer att leva enligt Koranen och sunna (profetens tradition).[64]
- Islamiska förbundet i Sverige (IFiS) är en paraplyorganisation som bland annat driver Stockholms moské och är medlemsorganisation i Federation of Islamic Organisations in Europe.[65] Organisationens församlingar är anslutna till trossamfundet Förenade Islamiska Föreningar i Sverige (FIFS).[källa behövs] Åren 2013–2014 var det företrädare för IFiS som fick representera den oklart definierade gruppen ”muslimer” i 38 procent av gjorda uttalanden i svenska media, och om man inkluderar IFIS:s syster- och dotterorganisationer var andelen 69 procent.[66]
- Svenska muslimer för fred och rättvisa (SMFR) grundades 2008 och är en muslimsk fredsrörelse.[källa behövs]
- Svenska Islamiska Akademien är en ideell förening[67] som startade år 2000 och som publicerar tidskriften Minaret.[källa behövs]
- Sveriges Unga Muslimer grundades 1991 och är en ungdomsorganisation med cirka 5 000 medlemmar. Den är medlemsorganisation i paraplyorganisationerna Forum for European Muslim Youth and Student Organisations (FEMYSO) och Sveriges muslimska råd. Sveriges Unga Muslimer lämnade 2020 Ibn Rushd studieförbund.[68] I en rapport[69] från MUCF 2018 konstaterar myndigheten att det existerar flera kopplingar, eller vad de kallar ”överlappningar”, mellan Sveriges Unga Muslimer och den våldsbejakande islamistiska miljön och andra antidemokratiska islamistiska miljöer. Konstaterandet föranledde myndigheten att avslå organisationens ansökan om bidrag och återkräva tidigare utbetalda bidrag.
- Diyanet är en turkisk myndighet som sänder imamer till Sverige som avlönas av turkiska staten. Nio moskéer i Sverige har imamer utsända av Diyanet.[70][71]
- Swedish United Dawah Center (SUDC) – en radikal islamistisk organisation som missionerar om salafism.[72]
- Islamiska föreningar som sysslar med organiserad studie- och bildningsverksamhet är bland annat Al Ghazali-institutet, Kultursällskapet Damas, Studieförbundet Ibn Rushd samt Föreningen Det Yttersta Trädet med bifirmorna Aksaa islamutbildning och Islamkonsult.
- IslamGuiden grundades 1997 med målsättningen att förmedla en (enligt dem själva) ”nyanserad och sann” bild av islam via internet.[73]
- Sveriges Halalråd är ett gemensamt råd för halal- och haramfrågor och är en ideell organisation som bildades 2013 på initiativ av Islamguiden.[74]
- Islamiska kulturföreningen i Trollhättan är en församling som mottager föreningsbidrag ifrån Trollhättans kommun eftersom den bedriver ungdomsverksamhet. Församlingen accepterar inte homosexuella medlemmar eftersom homosexualitet strider mot Koranens påbud, enligt en kartläggning av trossamfunds inställning till homosexuella gjord av tidningen TTELA. I december 2019 mottog församlingen ett hotbrev som polisanmäldes.[75][76]
- Hizb ut-Tahrir, även känt som Det islamiska befrielsepartiet,[77] etablerades i Sverige 2011.[78] Föreningen är en radikal sunnimuslimsk islamistisk och antisemitisk rörelse med ett uttalat mål att avskaffa demokratin och införa ett shariastyrt islamistiskt samhälle.[78]

### Islamiska organisationers opinionsbildning
År 2013 finansierade flera av organisationerna tillsammans, under namnet Svenska muslimer i samarbete, en alternativ rapport till FN, bland dessa organisationer fanns bland annat SMR, SMF, FIFS, SUM, SMFR, Sveriges Imamråd, IFiS och studieförbundet Ibn Rushd, med Kitimbwa Sabuni som redaktör för rapporten.
I rapporten beskriver de sina politiska mål:
- Muslimer skall kvoteras in i arbetsliv och akademia på basis av religion och etnicitet i samma utsträckning som görs i Sverige baserat på kön.[81]
- Muslimska organisationer skall få statsbidrag i samma högre utsträckning som HBTQ-rörelsen får.[82]
- Sveriges Television skall tillåta nyhetsuppläsare och programledare ha slöjan, vilket strider mot SVT:s regelverk för opartiskhet vid nyhetsförmedling där religiösa symboler är begränsade.[80][81][83]
- Man kritiserar Säkerhetspolisens arbete mot terrorism i samband med utvisningar och förhör.[84]
- Islamiskt bankväsende där uttagandet av ränta är förbjudet enligt sharia skall tillåtas i Sverige.[81]

2018 gav organisationen Svenska muslimer i samarbete ut en andra alternativ rapport till FN. Rapporten författades av Maimuna Abdullahi och Tobias Hübinette.

### Välgörenhetsorganisationer

#### Islamic Relief Sverige
Islamic Relief Sverige grundades 1992 som en del av Islamic Relief Worldwide och är medlemsorganisation i Islamiska förbundet i Sverige. Islamic Relief Sverige får miljonbelopp av biståndsmyndigheten Sida varje år, men är inte en av Sidas officiellt prioriterade biståndsorganisationer.
En av styrelsens medlemmar är Omar Mustafa som även är förbundschef i studieförbundet Ibn Rushd.

#### Muslim Aid Sweden
Muslim Aid Sweden är en välgörenhetsorganisation med 90-konto som grundades år 2014 av den muslimska Kista Folkhögskola tillsammans med Muslim Aid(en) UK. År 2015 uppmärksammades organisationen för att ha bjudit in Kamal el-Mekki som föreläsare under ett evenemang inför ramadan, men Folkets Hus stoppade arrangemanget efter att el-Mekkis åsikter om att människor som lämnar Islam skall dödas blivit offentligt kända.
Enligt Svensk insamlingskontroll gick 32 procent av de insamlade 6 miljonerna till föreningens interna kostnader, vilket ej lever upp till de krav som gäller för ett tilldelat 90-konto.
En av personerna som samlar in medel till Muslim Aid Sweden är Bilal Borchali, som predikar i Falkenberg tillsammans med Abu Muadh från Halmstad moské.

## Utbildning

### Imamutbildning
Det krävs ingen formell utbildning för den som vill bli imam i många samfund, och många imamer i Sverige är inte skriftlärda, och saknar traditionell muslimsk skolning i Koranen och rättstolkning, utan är självutnämnda som har tagit del av material på Internet. I turkiska församlingar är imamen utbildad och utsänd av hemlandet för att ytterligare stärka bandet dit.
Den första imamutbildningen i Sverige startades hösten 2016 vid Kista folkhögskola. Redan år 2008 tillsattes en statlig utredning för en undersökning om att huruvida staten skulle finansiera en imamutbildning. Dåvarande högskole- och forskningsminister Lars Leijonborg (Fp) drev på denna fråga, för att motverka att fundamentalistiska grupper skulle sätta sin prägel på Sveriges islam. Leijonborg menade att om staten bidrar kan den också ställa krav på hur utbildningen ska utformas, såsom ur ett jämställdhetsperspektiv. Slutsatsen blev då att staten inte skulle finansiera en sådan utbildning. Den imamutbildning som initierades av Kista folkhögskola och rektor Abdulkader Habib finansieras däremot idag genom folkhögskolebidraget.

### Ibn Rushd studieförbund
Ibn Rushd Studieförbund är ett muslimskt studieförbund sedan 2008 och erhåller statsbidrag ifrån Folkbildningsrådet. Ibn Rushd har av forskare kritiserats för att ha bjudit in talare som i tidigare sammanhang uttryckt sig antisemitiskt eller gett uttryck för homofobi.

### Kista folkhögskola
Kista folkhögskola är (2022) den enda av Sveriges folkhögskolor som har en muslimsk profil.

### Friskolor
Ett antal verksamheter för skola, gymnasium och förskola har startats med islamisk profil eller huvudman, sedan friskolor kunde börja få statsbidrag. De står under Skolverkets tillsyn och skall följa ordinarie läroplan (Lgr 11). Sex av de muslimska friskolorna är organiserade i paraplyorganisationen Sveriges Islamiska Skolor (SIS) där fd riksdagsledamot Abdirizak Waberi var ordförande 2006–2011.
- Islamiska skolan (SIS) i Stockholm
- Alsalamskolan i Örebro
- Römosseskolan (SIS) i Göteborg
- Kunskapsljuset i Norrköping[101]
- Vetenskapsskolan i Göteborg.

## Ramadan
Fastemånaden ramadan är idag ett alltmer synligt inslag i det svenska samhället. Enligt Svensk Handel ökar omsättningen med cirka en miljard kronor i matvaruhandeln under månaden och allt fler affärer uppmärksammar ramadan med speciell reklam och specialbeställda varor. På många skolor och arbetsplatser ordnas fester vid id al-fitr när fastan är slut, och i Sveriges riksdag bjuder man sedan några år på iftar, måltiden som under ramadan bryter fastan när solen går ner.

## Politik
Islamism är en term som används för begreppet politisk islam. I rapporten ”Våldsbejakande extremistisk islamism i Sverige” från 2010 beskrev Säpo att termen islamism:
| ” | [...] används i många fall för att göra åtskillnad mellan människor som bekänner sig till islam och anser sig vara muslimer respektive människor som är anhängare av ett synsätt där islam uppfattas som en hel samhällsordning och därmed innefattar politiska perspektiv. […] Bland personer och grupper som utger sig för att vara islamister finns dem som accepterar och arbetar inom ramarna för existerande politiska system, parallellt med dem som tar helt avstånd från sekulära politiska system - och hela skaran däremellan. På motsvarande sätt finns bland islamister hela spännvidden från personer och grupper som helt tar avstånd från våld till dem som begår våldshandlingar för att uppnå sina syften. | „ |

En skiljelinje går mellan de islamister som menar att staten ska islamiseras och de som eftersträvar ett samhälle där islamiska värderingar ska råda, eller i alla fall få plats.
I Sverige har Valmyndigheten aldrig registrerat ett renodlat islamistiskt parti i allmänna val. Däremot har det funnits såväl individer som organisationer som arbetat för att islamiska normer ska få en plats i det svenska samhället. Flera av de muslimska riksorganisationerna har arbetat för detta och det kommer också till uttryck i deras stadgar. Förenade islamiska föreningar i Sverige, Sveriges Muslimska Förbund, Sveriges Muslimska Råd och Islamiska Förbundet i Sverige har samtliga av forskare ofta definierats som islamister. Många muslimer är dock politiskt engagerade utan att ha en islamistisk tolkning av islam.
Många har oroat sig för att islamistiska grupperingar ska få starkare fäste i Sverige och att detta skulle riskera att få negativa effekter på framför allt integrationen och jämställdheten. Flera av de organisationer som utpekats som islamistiska har varit verksamma i Sverige sedan decennier och enligt Simon Sorgenfrei, författare och islamforskare vid Södertörns högskola, har dessa organisationers verksamhet sannolikt bidragit positivt till integration. Simon Sorgenfrei menar samtidigt att Mahmoud Aldebe, tidigare ordförande för Sveriges Muslimska Förbund, sannolikt motverkade muslimers integrationsmöjligheter när han i ett öppet brev till de svenska riksdagspartierna 2006 argumenterade för särlagstiftning eller särbehandling för muslimer i Sverige.
Forskaren Simon Sorgenfrei menar att det är svårt att finna belägg för att de svenska muslimska organisationer som betecknats som islamistiska verkar för att islamisera staten. De arbetar politiskt på samma sätt andra organisationer inom de demokratiska ramarna. De menar själva att de verkar för att muslimer ska kunna leva i enlighet med sin religion i Sverige, och att de vill stärka en svensk muslimsk identitet. Man vill arbeta samhällstillvänt och politiskt utifrån vad man uppfattar vara en islamisk värdegrund. Huruvida det ska kallas islamism menar de är beroende av vilken definition av begreppet som används.
År 1999 inledde Broderskapsrörelsen (idag Socialdemokrater för tro och solidaritet) ett samarbete med Sveriges muslimska råd med målet att öka antalet muslimer på valbar plats i partiet. Broderskapsrörelsen står för progressiv religiositet, inklusive progressiv islam, och bytte 2011 namn för att organisera människor från olika religioner, däribland Islam. Broderskapsrörelsen förband sig å Socialdemokraternas vägnar att genomföra politiska frågor med koppling till islam. Samarbetet kritiserades för att bereda vägen för islamistiskt orienterade muslimer i Sverige att få ett större inflytande över svensk politik.
Enligt SST:s rapport från 2013 skedde alla politiska samarbeten dittills mellan muslimska organisationer och politiska partier med sunnimuslimska organisationer och inga med shiamuslimska.
År 2019 bildades Partiet Nyans i Göteborg och registrerades för deltagande i riksdagsval av den tidigare centerpartisten Mikail Yüksel, själv muslim och etnisk turk. Det har beskrivits som ett muslimskt och islamistiskt parti, men grundaren menar att det inte är ett parti enbart för muslimer och att man värnar det mångkulturella samhället.
År 2011 etablerades Det islamiska befrielsepartiet i Sverige, även känt som Hizb ut-Tahrir. Det är en internationell islamistisk organisation med uttalat mål att islamisera staten och avskaffa demokratin. Partiet har uppmanat muslimer att inte rösta i svenska allmänna val och är uttalat antisemitiskt.
En rapport från det kristna Claphaminstitutet publicerad 2022 analyserar bokstavstrogen islam och drar slutsatsen att dess värderingar är oförenliga med västerländsk demokrati och grundläggande demokratiska rättigheter såsom yttrandefrihet, religionsfrihet och jämställdhet. Konflikt mellan sekulära och religiösa värderingar är inte unikt för islam, utan kan uppkomma även med andra religioner. Konflikten uppstår då den religiösa uppfattningen inte är vägledande för hur samhällsstrukturen byggs upp och organiseras.

## Radikalisering och salafism
Salafistiskt inflytande har brett ut sig i Sverige sedan 1990-talet. Det är i huvudsak inriktat mot andra muslimer, i synnerhet ungdomar, kvinnor och nyanlända flyktingar som saknar kunskaper om sina demokratiska rättigheter i Sverige. Salafister återfanns år 2014 i Stockholm, Göteborg, Norrköping, Malmö och Gävle.

### Hederskultur med religiösa förtecken
En religiöst motiverad hederskultur med rötter i salafistiska idéer innebär att ett antal män inskränker kvinnor och flickors vardag med avseende på klädsel och begränsar deras möjligheter att umgås med människor som har en västerländsk livsstil eller delta i offentliga sammanhang. År 2017 förekom detta bland annat i vissa av Stockholms norra förorter, som Rinkeby, Tensta och Hjulsta.

### Våldsbejakande extremism
Den salafist-jihadistiska rörelsen etablerade sig i Sverige under tidigt 1990-tal genom en källarmoské i Stockholmsregionen där ledarskapet hade kopplingar till den algeriska gruppen Groupe islamique armé och Al-Qaida. Enligt Säkerhetspolisen har de salafist-jihadistiska nätverken i Sverige mångdubblats i antal under åren 2011–2018. Våldsbejakande extremism har etablerat sig bland unga muslimer i Stockholm, Göteborg, Malmö och Örebro. I juni 2014 inrättade regeringen en Nationell samordnare mot våldsbejakande extremism.
Spridandet av salafistisk ideologi lett till att flera rest ifrån Sverige för att ansluta sig till jihaidstiska rörelser i Syrien. Totalt anslöt sig cirka 300 svenskar till Islamiska staten eller andra terrorgrupper i Syrien och Irak mellan åren 2012 och 2016 (av totalt 5000 från Europa). Sverige tillhör därmed de fyra länder i Västeuropa som bidrog med flest terrorresenärer, och de tre länder som bidrog med flest terrorresenärer per capita.
År 2019 bedömde Säpo att det fanns tvåtusen våldsbejakande salafister i Sverige som var beredda att använda våld för att störta demokratin och införa sharia. Enligt Säpo (2021) utgör våldsbejakande islamism tillsammans med våldsbejakande högerextremism det främsta terrorhotet mot Sverige.

## Bemötande av muslimer

### Hatbrott med islamofobiska motiv
År 2012 uppgavs 6 procent av alla polisanmälda hatbrott i Sverige (310 anmälningar) ha islamofobiska motiv. Gränsdragningen är ofta oklar mot hatbrott med främlingsfientliga motiv, som är avsevärt fler. Av de brott som specifikt klassades som islamofobiska utgjorde 44 procent olaga hot/ofredande och 24 procent hets mot folkgrupp. De vanligaste platserna där brotten begicks var allmän plats och Internet, och den absoluta merparten begicks av människor som inte kände den drabbade personligen. 8 procent av de anmälda brotten begicks i skolan. Flera moskéer har utsatts för attentat och attacker. Tidningen Expo identifierade år 2014 elva sådana attacker, med bland annat klottrade hakkors, krossade rutor och anlagda bränder.

### Diskriminering
Arbetssökande som är muslimer har 30 procentenheter lägre sannolikhet att bli erbjudna arbete i Sverige än arbetssökande som är kristna (2012). Om en arbetsgivare ”kompenseras” för att erbjuda en person med lägre sannolikhet att få arbete genom med lägre lön, erbjuds en muslim då en lön motsvarande 17 procent lägre än den lön som en kristen skulle erbjudas för samma arbete. Rekryterare som var födda i andra länder än Sverige var mindre benägna att diskriminera muslimer än rekryterare födda i Sverige. Rekrytering genomförd av män och till arbetsplatser med färre än tjugo anställda har ännu mindre benägenhet att kalla en person med arabiskklingande namn till intervju.
Det finns konservativa muslimer som inte handhälsar på främmande personer av motsatt kön. Detta har uppfattats som respektlöst av icke-muslimer och misstolkats (i de fall det är en muslimsk man som vägrar handhälsa) som nedlåtande kvinnosyn eller som att kvinnor skulle betraktas som orena av muslimska män. Bakgrunden är att muslimer inte får beröra icke-släktingar av motsatt kön, inte se dem länge i ögonen, och inte befinna sig i samma rum på tu man hand med dem, enligt en sträng tolkning av bland annat Koranen 4:43 och 24:30–31. Detta för att undvika orena tankar, och inte frestas till utomäktenskaplig sinnlighet och intimitet. En alternativ och relativt vanlig tolkning av islam är att handhälsning inte är synd om inga erotiska tankar förekommer, och ytterligare en tolkning att förbudet gäller mer intim beröring än handhälsning. Vägran att handhälsa har bland annat gett upphov till nekad anställning, och i några fall diskrimineringsärenden och skadestånd till muslimer. Även strikt följande av islams klädkod har föranlett nekad anställning och skadestånd.[källa behövs]
Enligt en rapport av Integrationsverket från år 2000 uppgav flera muslimska flickor i intervjuer att deras religion och vanor skapade konflikter i skolverksamheter. Specialönskemål om mat, bönerum eller könsuppdelad undervisning vid simlektioner eller pardans hade skolledningar ej åtlytt.

### Attityder till muslimer
| Sveriges befolknings inställning till islam 2005–2018 | |
| --- | --- |
| \| \| Diagrammet är avstängt. Grafer inaktiverades den 18 april 2023 på grund av programvaruproblem. Nya diagram kan skapas sedan december 2024. \| Källa: SOM-institutet 2016, 2018 | |
| Information | Diagrammet är avstängt. Grafer inaktiverades den 18 april 2023 på grund av programvaruproblem. Nya diagram kan skapas sedan december 2024. |

Enligt Mångfaldsbarometern, som kartlagt attityder hos 1065 slumpvis utvalda svenskar, instämde 2007 nästan hälften (49,8 procent) helt eller delvis i att slöjan borde förbjudas på arbetsplatser och i skolan, vilket utgjorde en del av en ökande trend.
Enligt SOM-institutets undersökning år 2005 var majoriteten av de tillfrågade svenskarna (53 procent) negativa till islam och 7 procent var positiva, vilket gjorde att religionen placerades sist bland de fem världsreligionerna i undersökningen. I SOM-institutets undersökning från 2015 var 54 procent negativa och 10 procent positiva till islam, som därmed fortfarande var den minst omtyckta religionen. Islam var den trosuppfattning där flest har tagit ställning antingen positivt eller negativt, vilket enligt SOM-institutet kan ses som ett tecken på polarisering i opinionen. Under samtliga uppmätta år är andelen positiva till islam större bland svarande som placerar sig själva till vänster på en politisk skala, jämfört med dem som placerar sig till höger. Denna skillnad förstärktes fram till 2018 års mätning vilket indikerade en koppling till den polariserade debatten om Sveriges asylpolitik sedan flyktingkrisen 2015.